# Nolan Patrick
Nolan James Patrick, född 19 september 1998, är en kanadensisk professionell ishockeyforward som spelar för Vegas Golden Knights i NHL.
Han har tidigare spelat på NHL-nivå för Philadelphia Flyers och på lägre nivåer för Brandon Wheat Kings i Western Hockey League (WHL).
Patrick draftades av Philadelphia Flyers i första rundan i 2017 års draft som 2:a spelare totalt.

## Privatliv
Nolan Patrick är släkt med Steve Patrick (far), James Patrick (farbror) och Rich Chernomaz (morbror), alla tre spelade i NHL.

## Statistik
| 2011–2012  | Winnipeg Hawks      |            | 17  | 13 | 27  | 40  | 22 | —  | —  | —  | —  | —  |
| 2012–2013  | Winnipeg Hawks      |            | 19  | 33 | 42  | 75  | 14 | —  | —  | —  | —  | —  |
| 2013–2014  | Winnipeg Thrashers  | MMHL       | 39  | 33 | 30  | 63  | 42 | 8  | 3  | 7  | 10 | 6  |
|            | Brandon Wheat Kings | WHL        | 3   | 1  | 0   | 1   | 0  | 9  | 0  | 0  | 0  | 2  |
| 2014–2015  | Brandon Wheat Kings | WHL        | 55  | 30 | 26  | 56  | 19 | 19 | 8  | 7  | 15 | 14 |
| 2015–2016  | Brandon Wheat Kings | WHL        | 72  | 41 | 61  | 102 | 41 | 21 | 13 | 17 | 30 | 16 |
| 2016–2017  | Brandon Wheat Kings | WHL        | 33  | 20 | 26  | 46  | 36 | —  | —  | —  | —  | —  |
| 2017–2018  | Philadelphia Flyers | NHL        | 73  | 13 | 17  | 30  | 30 | 6  | 1  | 1  | 2  | 0  |
| 2018–2019  | Philadelphia Flyers | NHL        | 72  | 13 | 18  | 31  | 27 | —  | —  | —  | —  | —  |
| NHL totalt | NHL totalt          | NHL totalt | 145 | 26 | 35  | 61  | 57 | 6  | 1  | 1  | 2  | 0  |
| WHL totalt | WHL totalt          | WHL totalt | 163 | 92 | 113 | 205 | 96 | 49 | 21 | 24 | 45 | 32 |

### Internationellt
| Källa: Uppdaterad: 2017-10-05 | Källa: Uppdaterad: 2017-10-05 | Källa: Uppdaterad: 2017-10-05 |         | Utv = Utvisningsminuter | Utv = Utvisningsminuter | Utv = Utvisningsminuter | Utv = Utvisningsminuter | Utv = Utvisningsminuter |
| År                            | Lag                           | Mästerskap                    | Matcher | Mål                     | Assists                 | Poäng                   | Utv                     |                         |
| ----------------------------- | ----------------------------- | ----------------------------- | ------- | ----------------------- | ----------------------- | ----------------------- | ----------------------- | ----------------------- |
| 2015                          | Kanada                        | Ivan Hlinka                   | 4       | 3                       | 2                       | 5                       | 6                       |                         |
| Junior totalt                 | Junior totalt                 | Junior totalt                 | 4       | 3                       | 2                       | 5                       | 6                       |                         |